# Pisidium supinum
Pisidium supinum е вид сладководна мида от семейство Сфериди (Sphaeriidae).

## Разпространение и местообитания
Видът е разпространен от Западна Европа до Централна Азия. Среща се от Великобритания и достига на изток до Казакстан и Монголия. Видът е интродуциран в Канада. Свързан е предимно с реките, по-рядко се среща в езера и блата. Предпочита пясъчно или слабо тинесто дъно. Намиран е в чисти блатни води по водната растителност, към която се прикрепя

## Природозащитен статус
Видът е намерен преди около 70 години във водоем в близост до Маслен нос и оттогава не е откриван в България. Поради тази причина той е вписан като изчезнал от българската малакофауна. Изчезнал е и в Ирландия. Замърсяването на водоемите е причина за намаляване на местообитанията на вида. Поради това е обявен за застрашен от изчезване вид в Дания, Чехия, Австрия и Германия.

## Описание
Черупките са жълтеникави с размери около 3 до 5 mm.